# دار شريفة
دار شريفة أو دار جيمي نسبة للأسرة التي عاشت فيه.:64 هو منزل تاريخي صمم على طراز الرياض المغربي الأندلسي في المدينة القديمة لمراكش في المغرب بقرب حي المواسين، حيث أضحى دارا للضيافة ومعرضا فنيا بعد وترميمه في عام 2000. يعود تاريخ المنزل إلى أواخر القرن السادس عشر خلال فترة السعديين، وهو أحد المنازل القليلة التي لازالت محفوظة من عوامل الإندثار.

## نبذة تاريخية
بفضل الأسلوب الهندسي وتشابه زخارف الدار مع الآثار المعاصرة مثل مدرسة بن يوسف، ترجح بعض المصادر تاريخ المنزل إلى فترة الدولة السعدية في النصف الثاني من القرن السادس عشر، تحديدا خلال عهد السلطان السعدي عبد الله الغالب، الذي تزامنت حقبته مع إطلاقه لعدد من مشاريع البناء الكبرى في حي المواسين، الذي هم نقل الحي اليهودي القديم (الملاح الجديد) وإنشاء حي إسلامي منظم جديد حول مسجد المواسين الذي جرى بناؤه أنذاك.
بسبب زخرفة المنزل الفخمة، يُفترض بناؤه من قبل عائلة أرستقراطية أو ثرية عاشت في تلك الفترة. ويعد المنزل واحدا من المنازل التاريخية القليلة في المدينة التي يعود تاريخها إلى فترة السعديين إلى جانب دار المصلحيين ودار المسعوديين المتهدمة - مما يجعله من أقدم المنازل في مراكش.

## التصميم الهندسي
يقع المنزل في زقاق يسمى شعبيا درب الشرفاء الكبير، على بعد مسافة قصيرة غرب مسجد المواسين.:64
بقي تصميم المنزل مستحضرا الطابع التقليدي للمنازل القديمة خلال العصر المريني في المغرب. وتحتوي الدار على طابق أرضي مرتفع وطابق علوي، كلاهما يطل على فناء الدار الرئيسي الواسع. يحيط المنزل اثني عشر عمودًا في مجموعات من ثلاثة أعمدة لكل ركن من أركان الفناء، مما يشكل رواقًا ضحلًا حوله، وتغطي المساحات القصيرة بين كل مجموعة من الأعمدة أقواس صغيرة نصف دائرية تعلوها مساحات عمودية مزخرفة بالجص المنقوش. فيما تمتلئ الفتحات الأكبر بكثير بين مجموعات الأعمدة بأقواس منحنية مصنوعة من عتبات خشبية منحوتة من خشب الأرز. توجد على جانبي الفناء أقواس عالية تسمح برؤية غير منقطعة للمداخل الطويلة والمزخرفة المؤدية إلى الغرف. تتكون هذه المداخل من أقواس لامبريكين مع مداخل منحوتة بالمقرنصات المميزة للعمارة الإسلاميّة. أما الجانبان الآخران من الفناء، فتنخفض أقواسها تعلوها زخارف جبصية مثقوبة بنافذة مقوسة من غرف الطابق العلوي. تم إبراز الأبواب المرتفعة للفناء بزخارف جيصية أخرى فوق القوس، بما في ذلك ثلاث نوافذ مزيفة منحوتة بأشكال هندسية مثبتة في عدة إطارات مستطيلة مليئة بزخارف أخرى من الطراز العربي بالخط الكوفي.